# One Bloor
One Bloor, anteriormente llamado One Bloor East y Number One Bloor, es un rascacielos de uso mixto en la intersección de Bloor Street y Yonge Street en el centro de Toronto, Canadá. El proyecto fue lanzado inicialmente por el desarrollador Bazis International Inc. en 2007, antes de ser cancelado y redesarrollado bajo el diseñador Great Gulf Homes. Los edificios de dos plantas situados en el sitio fueron demolidos en diciembre de 2008. La torre de 76 pisos se terminó a finales de 2015.

## Historia
Ha habido varios intentos de construir un edificio residencial en el No. 1 de Bloor Street East. En 2005, una torre de 60 pisos fue propuesta por Young y Wright. El sitio fue vendido a Bazis International y luego a Great Gulf Homes. El lugar era antes un edificio de venta al por menor de dos pisos con un Harvey's y una óptica en la planta baja, que fueron demolidos una vez que se continuó la construcción del One Bloor.

## Propuesta de Bazis
En 2007, Bazis International anunció una propuesta de 80 pisos. Los edificios de dos plantas existentes en el sitio fueron demolidos en diciembre de 2008.
La torre iba a ser de aproximadamente 275 metros de alto y fue diseñado por Rosario Varacalli. La propuesta pedía una torre de metal y vidrio semitransparente con tecnología ecológica y eficiente. El edificio tenía previsto incluir 189 habitaciones de hotel y 612 unidades de condominio.
En julio de 2009, el proyecto fue cuestionado. Los informes de prensa indicaron que la altura se reduciría a 67 pisos para achicar los costos de construcción. El Toronto Star también reportó que un grupo de prestamistas buscó que su préstamo de 46 millones de dólares sea reembolsado, o que el tribunal les permita comprar el terreno vacante. Los prestamistas habrían hecho una oferta fallida de $ 50.5 millones a Bazis para la tierra.

## Venta a Gulf Homes
El 22 de julio de 2009, el Toronto Star informó de que Bazis había vendido la propiedad a las casas privadas de Gran Golfo, quien expresó su interés en la construcción de un rascacielos en el sitio. La propuesta de Bazis murió con su venta. Great Gulf Homes relanzó los planes para construir una torre de condominio con un nuevo diseño, con una altura reducida (inicialmente de 91 pisos a 80, y luego a 65), y un nuevo nombre.
Alentado por las fuertes ventas, One Bloor creció de los 65 pisos a 70 pisos, y de nuevo a 75. Decidieron que la altura final del rascacielos sería de 257 metros, haciéndola la segunda torre residencial más alta en Toronto y Canadá, después de Aura.
El edificio fue diseñado por Hariri Pontarini Architects y supervisado por David Pontarini. El podio de seis pisos incluye 9000 m² de espacio comercial. Uno de los principales inquilinos, la cadena estadounidense Nordstrom Rack, abrió una tienda de 3700 m² en mayo de 2018; cerró siete años después. Era la primera sucursal que la cadena había abierto en Canadá.